# Werewolf : La Nuit du loup-garou
Pour plus de détails, voir Fiche technique et Distribution.
Werewolf : La Nuit du loup-garou (Werewolf: The Beast Among Us) est un film d'horreur américain réalisé par Louis Morneau, sorti en 2012.

## Synopsis
À la nuit tombée, une créature monstrueuse attaque les habitants d'un petit village. Daniel, jeune apprenti médecin, rejoint une équipe de chasseurs pour éliminer la bête meurtrière. Attaques après attaques et meurtres après meurtres, Daniel commence à penser que la bête enragée est l'un de ses proches ou l'un des chasseurs. La bataille sera rude et acharnée...

## Fiche technique
- Titre original : Werewolf The Beast Among Us
- Réalisateur : Louis Morneau
- Scénario : Michael Tabb
- Producteur : Mike Eliott
- Musique : Michael Wandmacher
- Directeur de la photographie : Philip Robertson
- Genre : Horreur
- Durée : 93 minutes

## Distribution
- Guy Wilson : Daniel
- Steven Bauer : Hyde
- Stephen Rea (VF : Philippe Peythieu) : Docteur
- Nia Peeples (VF : Odile Schmitt) : Vadoma
- Ed Quinn (VF : Thierry Ragueneau) : Charles
- Ana Ularu : Kazia
- Adam Croasdell (en) (VF : Constantin Pappas) : Stefan
- Rachel DiPillo : Eva

 Source et légende : version française (VF) sur RS Doublage